# Creu de terme de Valldoreix
La Creu de terme de Valldoreix és una creu de terme de Sant Cugat del Vallès (Vallès Occidental) situada al poble de Valldoreix, a la cruïlla de l'avinguda del Mas Fuster i el carrer de la Pau.

## Descripció
És una creu de terme de base piramidal quadrada i esglaonada. La part superior conté una creu de ferro forjat sobre una bola de pedra amb una faixa esculpida. La bola està situada sobre una base quadrada on també es troben representats en escultura el tetramorf amb els símbols dels quatre evangelistes. A la columna hi ha, a la part superior, una sanefa ondulada i també estan marcats a la pedra els símbols de l'Alfa, l'Omega i el Crismó o monograma de Crist.

## Història
La creu fou construïda el 1940 en l'emplaçament, segons diu una placa, on mossèn Jacint Verdaguer contemplava Valldoreix durant les seves passejades per la serra de Collserola. No queda clar si en aquest lloc hi havia una creu de terme, o una creu simplement històrica. Segons Juanjo Cortés: "[…] va ser reconstruïda després de la guerra. Aquest lloc era el punt on el rector beneïa el terme la festivitat de la Santa Creu".